# Gustaf Deuchler

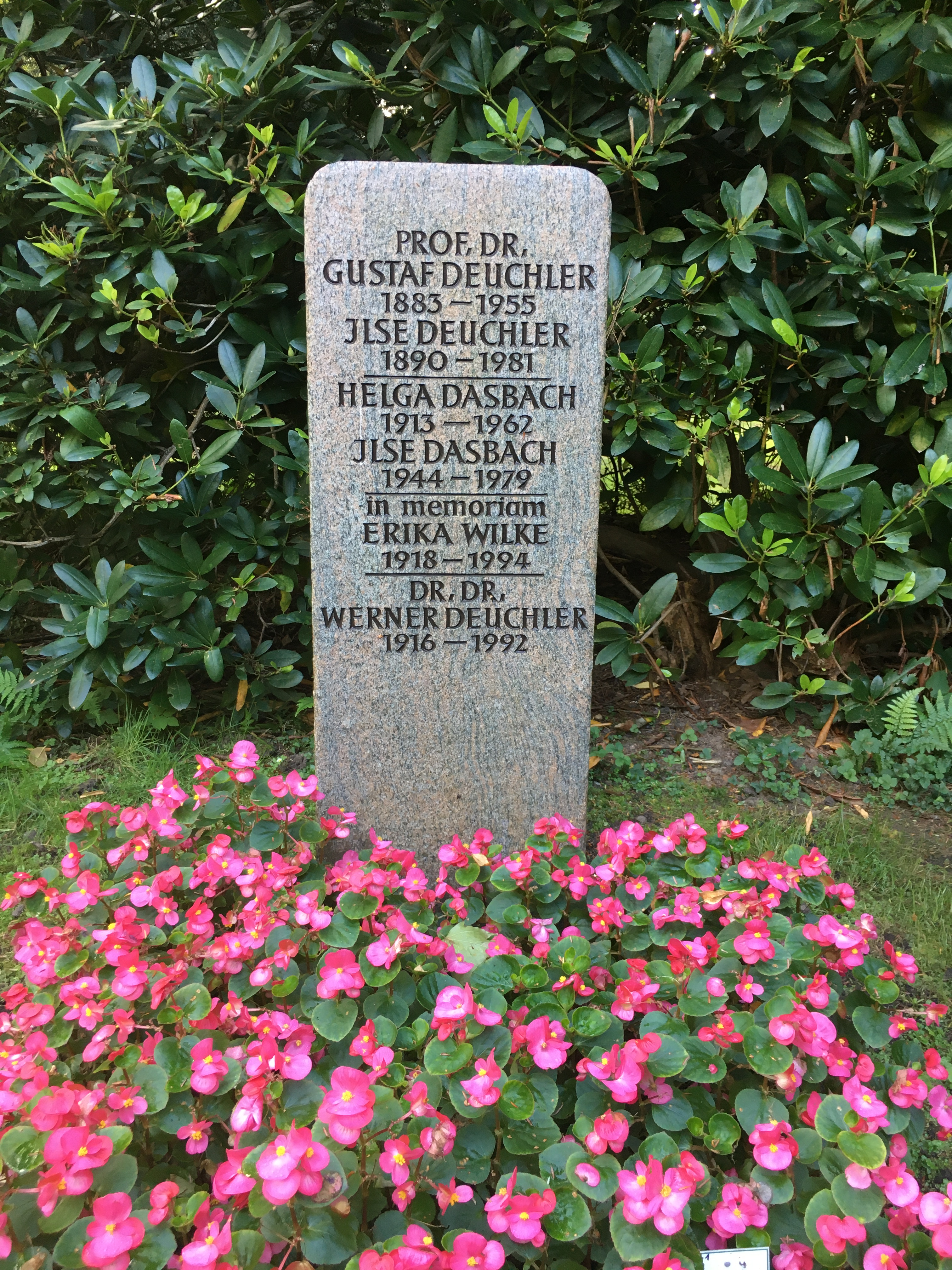
Die Grabstätte von Gustaf Deuchler auf dem Friedhof Ohlsdorf

Gustaf Deuchler (auch Gustav Adolf; * 23. Februar 1883 in Unteröwisheim; † 19. Januar 1955 in Hamburg) war ein deutscher Erziehungswissenschaftler der Universität Hamburg von 1923 bis 1945. Er war aktiver Nationalsozialist.

## Leben und Karriere
Deuchlers Vater war Landwirt, seine Mutter Gastwirtstochter. Nach Volksschule und Präparandenanstalt in Gengenbach sowie drei Jahren Lehrerseminar in Karlsruhe bestand er 1902 die Lehrerprüfung. Dann besuchte er die Oberrealschule in Mannheim bis zum Abitur. Deuchler studierte zwei Semester in Heidelberg, ein Semester in Jena und zehn Semester an der Universität Leipzig und promovierte bei Wilhelm Wundt mit einer Dissertation Über Reaktionsversuche mit unbestimmter Erwartung. Er wurde Assistent am Institut für experimentelle Pädagogik des Leipziger Lehrervereins, bis er 1910 an der Universität Tübingen Dozent im erziehungswissenschaftlichen Studiengang wurde.
Im Jahr 1914 verwendete Deuchler für eine Untersuchung einen statistischen Ansatz, der dem 1945 von Frank Wilcoxon vorgeschlagenen, heute als Wilcoxon-Mann-Whitney-Test bezeichneten Verfahren entspricht.
1921 wurde Deuchler außerordentlicher Professor an der Universität Tübingen. Von 1919 bis 1931 war er Mitglied der DDP. 1923 übernahm er die erste Professur für Erziehungswissenschaft an der Universität Hamburg, er wurde dabei dem Konkurrenten Peter Petersen vorgezogen. Deuchler hatte sich mit Grundfragen der Lehrerbildung befasst und die „Akademisierung der Pädagogik“ unterstützt. Er trat für die Durchsetzung der Universitätsausbildung der Lehrer ein (Hamburger Lehrerbildungsgesetz vom 20. Dezember 1926).
Zum 1. Mai 1932 trat Deuchler der NSDAP bei (Mitgliedsnummer 1.153.340) und sah seine Chance, eine führende Stelle im Hamburger Senat oder als Landesschulrat zu erhalten. Bereits vor 1933 agitierte er trotz offiziellen Verbots im Deutschen Lehrerverein für die NS-Bewegung. Deuchler forderte einen neuen „Ethos in der Wahl und Akzentuierung der Themen für die Vorlesungen und Übungen“. Er trat für eine „Deutschkundliche Fakultät“ ein mit „Rassenkunde“ an erster Stelle, aber auch „Wehrwissenschaft“. Deuchler äußerte im Juni 1933: „Die spezifische Erziehung aber erhält der Student am besten in der SA; dahin gehört er und sein Professor mit“. Im November 1933 unterzeichnete er das Bekenntnis der deutschen Professoren zu Adolf Hitler. Am 19. Mai 1934 trat er in die Sturmabteilung ein und hielt in SA-Uniform Vorlesungen. Zuletzt war er SA-Sturmführer. Er folgte den Vorstellungen Adolf Reins von einer „politischen Universität“. Senator Karl Witt betraute Deuchler mit der Aufgabe, das Psychologische Institut der Universität nach der Entlassung von William Stern kommissarisch zu leiten und politisch umzuformen. Seine Doktoranden waren ausgesuchte Nationalsozialisten, erst 1942 wurde Georg Anschütz als neuer Leiter eingesetzt. Im Zweiten Weltkrieg publizierte er vielfach in SA-Zeitschriften. 1942 hielt er sich zu psychologischen Studien in der Ukraine, in Kiew, und 1944 in Ratibor für das Amt Rosenberg (Einsatzstab Reichsleiter Rosenberg, Sonderstab Wissenschaft) auf.
Noch im Mai 1945 wurde Deuchler suspendiert und im Juni 1945 von der Universität entlassen. Er versuchte erfolglos seine gescheiterten Karrierepläne als Widerstand auszugeben und kämpfte jahrelang um seine Rehabilitation. 1950 erhielt er aber seine Pensionsansprüche anerkannt.
Deuchlers 1916 geborener Sohn Werner Deuchler war Rechtsanwalt.

## Schriften
- Zur Morphologie und Psychologie der Schularbeit. In: Zeitschrift für pädagogische Psychologie und Jugendkunde. Band 14, Nr. 2, 1913, S. 81–90.
- Die neue Lehrerbildung. Gesammelte Beiträge, Aufsätze, Vorträge, Richtlinien, Denkschriften, Gutachten und Entwürfe. Westermann, Braunschweig 1925.
- Möglichkeiten und Grenzen der experimentellen Pädagogik (= Friedrich Mann's pädagogisches Magazin. 1059 = Erziehungswissenschaftliche Arbeiten. 3, ZDB-ID 505486-2). Beyer, Langensalza 1926.
- Das Wesen der Erziehungswissenschaft. (1928)
- Politische Charakterologie. In: Der SA-Führer 7 (1942), S. 15ff.